# Gustaf Svensson
Gustaf Arthur Leopold Svensson (Varberg, Halland, 17 de març de 1882 - Göteborg, 13 de juliol de 1950) va ser un regatista suec que va competir a començaments del segle xx.
El 1920 va prendre part en els Jocs Olímpics d'Anvers, on va guanyar la medalla de plata en la categoria de 40 m² del programa de vela. Svensson navegà a bord del Elsie junt a Ragnar Svensson, Percy Almstedt i Erik Mellbin.